# Xeranobium oregonum
Xeranobium oregonum är en skalbaggsart som beskrevs av Hatch 1961. Xeranobium oregonum ingår i släktet Xeranobium och familjen trägnagare. Inga underarter finns listade i Catalogue of Life.